# رهاء الزرع
رَهَاء الزرع هو فطر مجهري من جنس الرهاء، يصيب القمح والشعير والشوفان.